# Lac de Thil-Bretx
Le lac de Thil-Bretx est un lac artificiel, plus précisément un lac de barrage, situé dans le département de la Haute-Garonne sur la commune de Thil.

## Géographie
Le lac est situé sur l'Arsène un affluent de la Save.

## Description
Lac de Thil-Bretx est une retenue collinaire construite à des fins d'irrigation, qui possède une zone humide patrimoniale dans sa partie amont. Il est géré par les communes de Thil et Bretx.

### Flore et faune
La flore est composée de saule blanc, de peuplier noir et en plus petite quantité de Souchet de Micheli (Cyperus michelianus) espèce protégé en Haute-Garonne, de Crypside faux choin (Crypsis schoenoides), de Chénopode rouge (Oxybasis rubra) espèce très rare. C'est aussi un sites d'alimentation des Limicoles lors de leurs migrations et d'habitats de vasières.

## Activités
Pêche, irrigation, randonnée pédestre, 